# Dinochloa darvelana
Dinochloa darvelana är en gräsart som beskrevs av Soejatmi Dransfield. Dinochloa darvelana ingår i släktet Dinochloa och familjen gräs. Inga underarter finns listade i Catalogue of Life.